# Ane og koen
Ane og koen er en kortfilm instrueret af Saul Shapiro efter en novelle af Johannes V. Jensen af samme navn.
Det Danske Filmværksted var produktionsselskabet.